# Festiwal Nauki, Techniki i Sztuki
Festiwal Nauki, Techniki i Sztuki – festiwal odbywający się w Łodzi od 2001, którego zadaniem jest promocja osiągnięć łódzkich środowisk naukowych i artystycznych, popularyzacja nauki i sztuki, a także integracja środowisk akademickich z ogółem mieszkańców miasta. Festiwal odbywa się zwykle w kwietniu.
W ramach festiwalu odbywają się wykłady, pokazy, występy artystyczne i działania warsztatowo-plenerowe, w których udział jest zwykle bezpłatny i otwarty dla każdego chętnego. Głównym organizatorem festiwalu jest Łódzkie Towarzystwo Naukowe, które przygotowuje festiwal razem z łódzkimi uczelniami, organizacjami naukowymi i technicznymi (PAN, NOT itp.) oraz władzami miasta.

## Edycje
Od II edycji festiwalu wykłady i inne działania są organizowane wokół głównego hasła. Były to kolejno:
- II edycja – „Człowiek – obawy i nadzieje” (24–25 kwietnia 2002)
- III edycja – „W poszukiwaniu prawdy” (24–29 kwietnia 2003)
- IV edycja – „Twórczość bez granic” (22–27 kwietnia 2004)
- V edycja – „Przeszłość, nowoczesność, przyszłość” (18–25 kwietnia 2005)
- VI edycja – „Wiedza pomaga żyć” (20–26 kwietnia 2006)
- VII edycja – „Poznaj siebie i świat” (18–24 kwietnia 2007)
- VIII edycja – „Łódź w nauce i sztuce europejskiej” (21–28 kwietnia 2008)
- IX edycja – „Ucz się od najlepszych” (kwiecień 2009)
- X edycja – „Bądź najlepszy” (kwiecień 2010)
- XI edycja – „Inwestuj w siebie” (kwiecień 2011)
- XII edycja – „Z wiedzą do sukcesu” (kwiecień 2012)
- XIII edycja – „Z wiedzą w drogę życia” (kwiecień 2013)
- XIV edycja – „Odkrywamy świat” (7–13 kwietnia 2014)
- XV edycja – „Od Łodzi przemysłowej do akademickiej” (20–27 kwietnia 2015)
- XVI edycja – „Wiedza bez granic” (18–25 kwietnia 2016)
- XVII edycja – „Łódź innowacyjna od zawsze” (3–10 kwietnia 2017)
- XVIII edycja – „Innowacje w nauce, technice i sztuce” (16–23 kwietnia 2018)
- XIX edycja – „Człowiek – Wiedza – Innowacje” (8–15 kwietnia 2019)
- XX edycja – „Nowe horyzonty” (18–25 października 2021)

W trakcie festiwalu odbywa się także szereg imprez towarzyszących, między innymi występy artystyczne przygotowane przez klasy patronackie Katedry Filologii Klasycznej UŁ VIII LO w Łodzi.

## „Łódzkie Eureka”
Od IV edycji festiwalu, podczas oficjalnego otwarcia, przyznawana jest nagroda-statuetka „Łódzkie Eureka”. Wręczana jest ona „naukowcom, których osiągnięcia zostały dostrzeżone w kraju lub za granicą i udokumentowane odpowiednimi nagrodami”.